# Silene koycegizensis
Silene koycegizensis är en nejlikväxtart som beskrevs av Dönmez och Vural. Silene koycegizensis ingår i släktet glimmar, och familjen nejlikväxter. Inga underarter finns listade i Catalogue of Life.